# Добачевський Микола Миколайович
Микола Миколайович Добачевський — український архітектор. Автор будинку Підгорського, більш відомого під назвою «Замок барона» в Києві.

## Життєпис
Микола Миколайович Добачевський походив з дворян Харківської губернії, навчався в Вольській військової прогімназії поблизу Саратова. Потім, в жовтні 1880-го, склав іспит у Технічно-будівельному комітеті Міністерства внутрішніх справ і отримав свідоцтво на право «проводити спорудження будівель і взагалі завідувати роботами з Громадянської будівельної та дорожньої частини яке, втім, не дає права називатися в Російській імперії інженером або архітектором». З цим свідченням Добачевський відбув до Панами.
Якраз в той час починалося будівництво Панамського каналу, і це дозволяло молодому спеціалісту набути унікального досвіду. Він виявив достатньо здібностей, аби уряд Колумбії (Панама тоді входила до її складу) у вересні 1883 року відзначив його званням цивільного інженера.

## Архітектурна діяльність

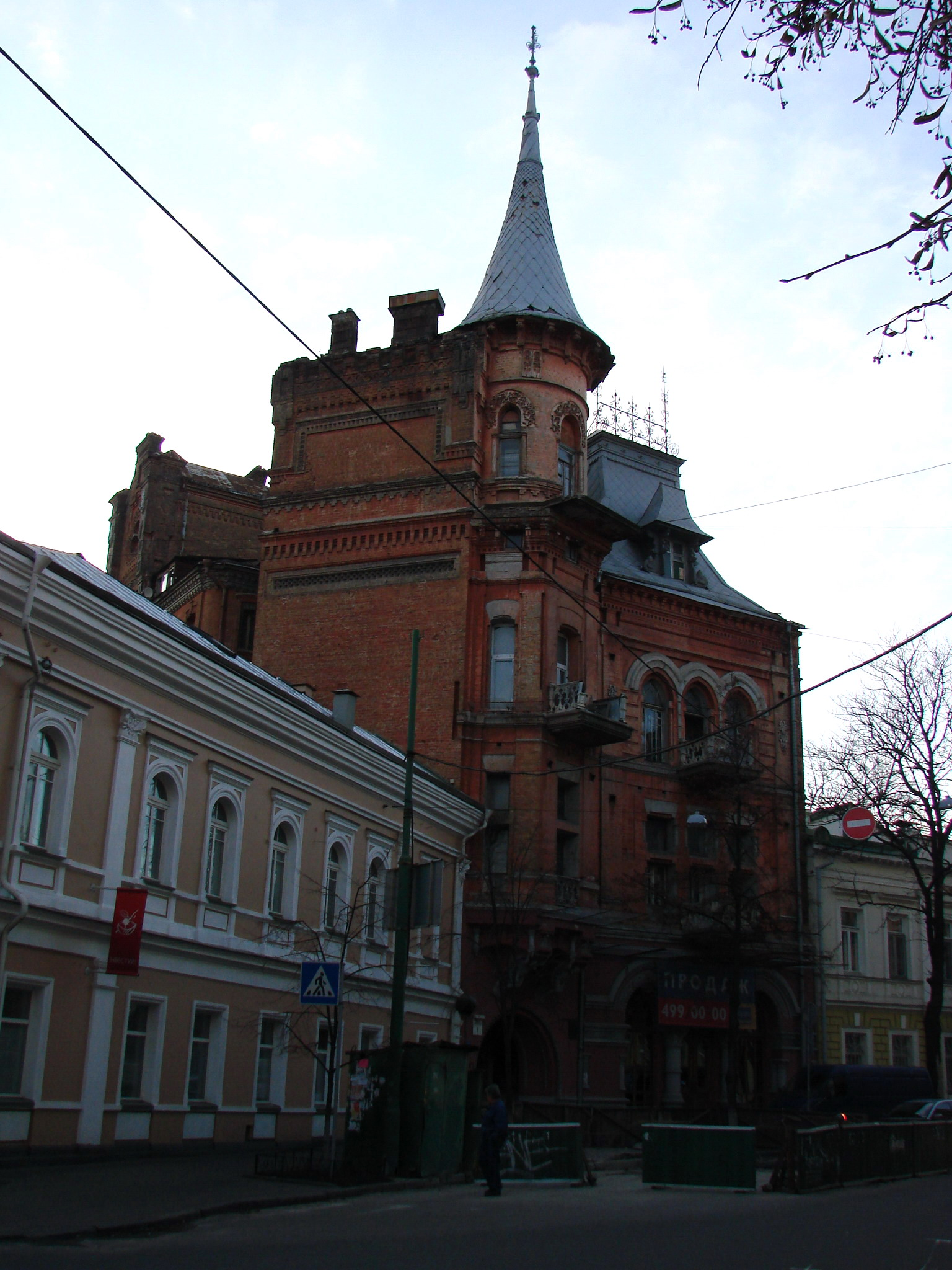
Будинок Підгорського

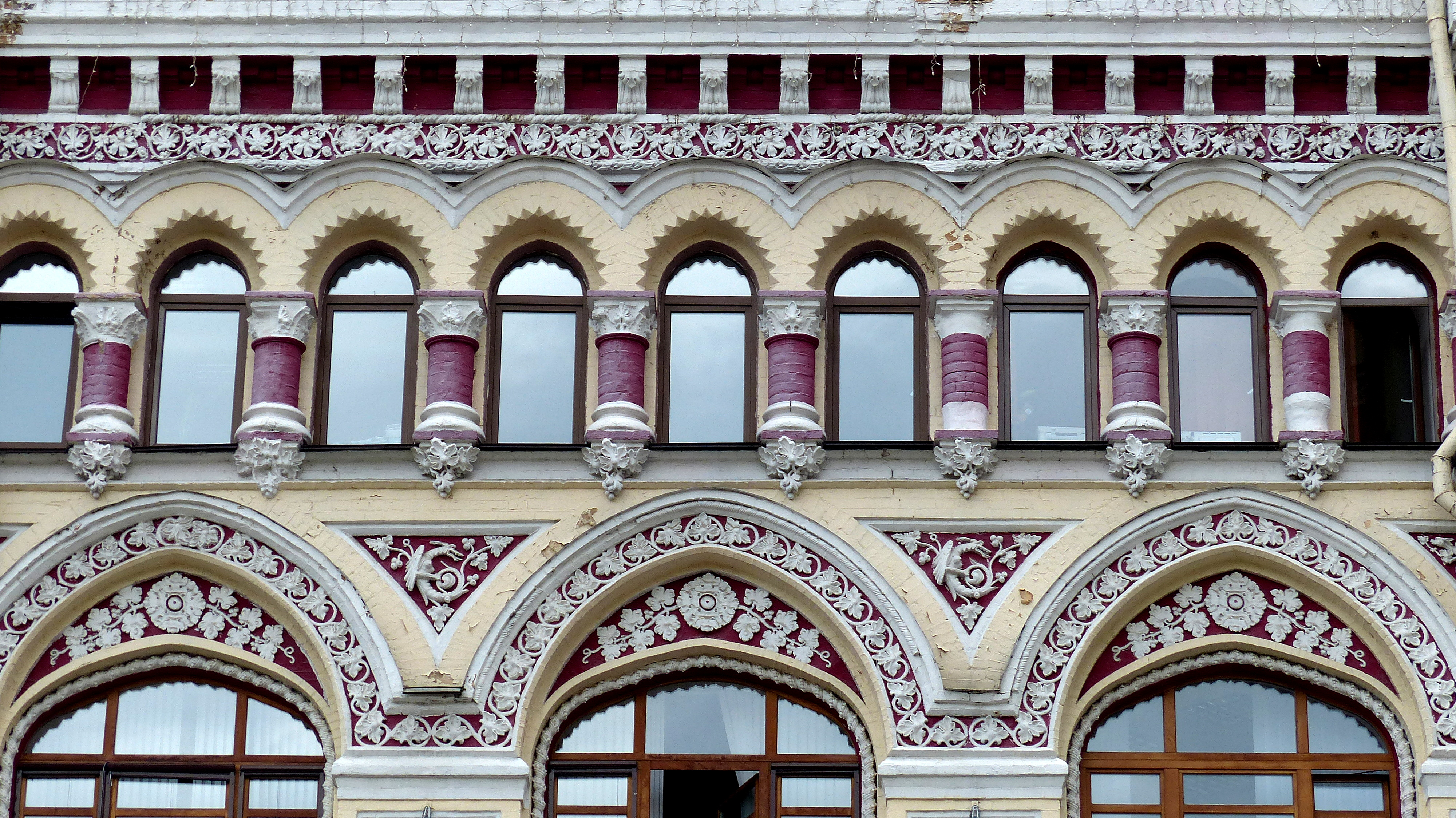
Будинок прибутковий, Площа Івана Франка, 5

Незабаром Добачевський повернувся на батьківщину. Тут він також непогано себе зарекомендував. Навіть отримав за будівельні заслуги подарунок від царської сім'ї — золоті запонки з діамантами і сапфірами. Деякий час «іноземний інженер» Микола Добачевський працював у далекій Іркутської губернії. Звідти на початку 1892-го 32-річний інженер переїхав до Києва, де його професійні здібності швидко оцінили. Він отримав кілька значних замовлень. Так, відомий домовласник Фрідріх Міхельсон доручив йому розширення дохідного комплексу за нинішньою вул. Євгена Чикаленка, 35-37.
Але найпрестижнішою виявилася перемога Добачевського на конкурсі планів сільськогосподарській та промислової виставки 1897 року в Києві. Виставка повинна була утворити ціле містечко на схилах Черепанової гори. У лютому 1896-го голова Київського товариства сільського господарства князь Микола Рєпнін уклав з Добачевським угоду, згідно з яким останньому доручалося розробити проект планування виставкової території, креслення всіх павільйонів, а також керувати їх зведенням.
Певно, тоді ж Микола Добачевський познайомився з Міхалом Подгорським — експонентом виставки, відомим аграрієм, лісоводом, рибоводів. Він міг сподіватися і на інші, не менш корисні знайомства. Але місцеві архітектурні лідери не особливо раділи таким успіхам новачка. І ось керівник будівельної справи в регіоні — губернський інженер Володимир Безсмертний — присікався до того, що в деяких офіційних документах до Добачевського зверталися як до інженера. Почалося слідство.
Добачевський пояснював, що ніколи не називав себе «російським інженером», а право називатися «іноземним інженером» надав йому колумбійський патент. Однак недруги продовжували свій натиск. У квітні 1896-го завідувачем будівельного відділу Київської виставки призначили Володимира Безсмертного. Незабаром Безсмертний зробив так, що проектування окремих павільйонів для виставки доручили великій групі київських зодчих — його друзів. На частку Добачевського прийшлося лише влаштування птахоферми для водоплавних.
Тим часом до Росії доходили подробиці грандіозної афери, яка була викрита при будівництві Панамського каналу, що надавало сатиричний відтінок самому слову «Панама». Чим негайно ж скористалися недоброзичливці Миколи Миколайовича, всіляко насміхаючись над його «панамським заслугами». Подальша кар'єра зодчого в Києві, по суті, була зламана. Будинки Подгірського на Ярославовому Валу та Іпплита Дьякова на Миколаївській площі (нині площа Івана Франка, 5.) виявилися останніми з відомих київських споруд Добачевського.
18 (30) грудня 1897 року Микола Миколайович Добачевський був прийнятий у члени будівельного і архітектурного відділів Одеського відділення Імператорського російського технічного товариства і з того часу мешкав у Одесі у Центральному готелі на Преображенській вул., 40. У 1901 році він мешкав у пров. Маяковского, 4 (на той час Малий пров., 4/а)

## Подальша доля

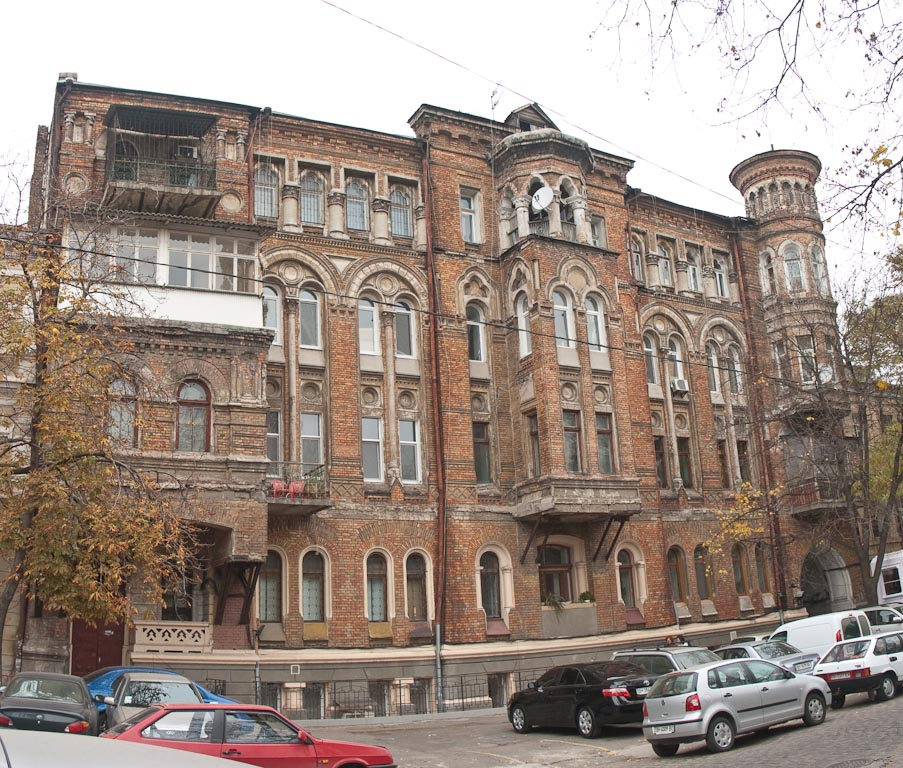
Одеса. Будинок А. В. Вікторова

В київських будівельних документах після 1898 його ім'я вже не зустрічалося.
У 1900 року за його проектом у Одесі на Спирідонівській вул., 8 був споруджений будинок А. В. Вікторова. Особа, що здійснювала нагляд за спорудженням невідома. Повністю виконаний з цегли та у монументальних формах будинок кардинально відрізняється від характерних для Одеси кам'яних будинків з штукатуреними або цегляними фасадами.
На жаль, ім'я Миколи Добачевського все ж таки спливло у зв'язку з кривавим єврейським погромом, який стався в Києві в жовтні 1905 року. Окружний суд провів наслідок, з'ясовуючи імена найактивніших погромників. Були опитані численні свідки. Один з них — міщанин Нохім Іцкович — показав про жовтневі події буквально наступне:
|  | Годині о 12 дня, коли я був на розі Хрещатика і Прорізної вул., Сюди підійшла патріотична маніфестація, що прямувала до Думи. На чолі процесії ... йшов невідомий мені пан, одягнений в чорне пальто з срібними ґудзиками і срібними ж довгими погонами; на голові у нього була кашкет з червоною околичкою; мабуть, це форма інтендантської. У той час, перед появою маніфестації, натовп громила магазин Хаскельмана, але коли з'явилася маніфестація, натовп призупинилася, і тоді пан у формі, про який я згадав, звернувся до хуліганів зі словами: «Чого ж ви перестали працювати? Що так слабо? Жвавіше набагато! Нам дозволено! ». Чиновника, про який я говорив, я добре запам'ятав і можу його впізнати: він високого зросту брюнет, з чорними вусами і чорною борідкою ... Після погрому я описував деяким знайомим прикмети цієї людини, і мені говорили, що, ймовірно, це був інтендантський чиновник Добачевський. |

Оскільки Іцкович сам не був упевнений в упізнанні Добачевський, його свідоцтво піддали перевірці. Розшукова частина міської поліції встановила за інженером спостереження. І склала такий букет компрометуючих даних, що до нього підійшла б мало не кожна друга стаття «Уложення про покарання» — тодішнього російського карного кодексу.
З рапорту сищиків з'ясовується, що робив Добачевський після краху своїх архітектурних задумів. Він продав маєток дружини, а гроші програв у карти. Потім інженер взагалі кинув дружину з чотирма дітьми, не надаючи їм ніякої допомоги. Як доповідали в грудні 1905 року поліцейські агенти:
|  | Років близько 6-ти тому,він проживав у будинку № 47 по Олександрівській вулиці (тепер вул. Грушевського, 4). Одного разу вночі він, зустрівши на вулиці заблукала малолітню дівчинку, умовив її переночувати у нього, а вранці відведе її до батьків. Дівчинка погодилася, але коли прийшла в кімнату Добачевський, то він робив замах на зґвалтування її. Дівчинка в розпачі хотіла було вистрибнути на вулицю через вікно третього поверху, але прийшла на крик прислуга втримала її ... З другої половини 1904 Добачевський з великими проміжками проживає в готелі «Брістоль», на Миколаївській площі (побудована ним будівля на нинішній пл. Івана Франка, 5). У цьому готелі, точно так само, як і в колишніх квартирах, Добачевський нічого не платить ... Одного разу Добачевський робив замах на зґвалтування номерантки готею «Брістоль», але втік на її крик прислуга завадила йому. За відгуками усіх квартировласників, Добачевський під час проживання у них вів негожим спосіб життя, нічим не займався і жив у борг. |

Під кінець російсько-японської війни Добачевський погодився відбути в Маньчжурію як «громадянський чиновник військового відомства» для робіт по польовому дорожньому управлінню. Йому видали мундир і понад 800 рублів «прогінних і підйомних грошей». У Маньчжурію він не поїхав, гроші розтратив, а в формі з задоволенням хизувався. Коли ж одного разу околодочний зажадав у нього документ на право носіння мундира, Добачевський пред'явив посвідчення, яке виявилося підробленим. Стало бути, він справді міг бути поміченим в дні погрому в кашкеті і в пальто з погонами.
Політичні погляди, за відомостями поліції, також дозволяли запідозрити Добачевський у співчутті погромникам:
|  | У м. Києві, як відомо, виникла партія «Правового порядку »... У члени партії записалися особи з різних верств суспільства, починаючи від деяких інтелігентних осіб і закінчуючи робітниками і сторожами. Записався також у цю партію і Добачевський, який, будучи в засіданнях партії правового порядку, нерідко виголошував промови, спрямовані до розпалювання серед християн ненависті до євреїв. |

Таким чином, прямих доказів проти Добачевський у зв'язку з погромами у слідства не виявилося, зате непрямих — скільки завгодно. Було запропоновано позбавити його права відвідувати партійні збори і носити військову форму. Крім того, з'ясувалося, що:
|  | він складається нині під слідством у судового слідчого 1-го ділянки м. Києва за звинуваченням у розтраті довіреного йому для зберігання майна, описаного за приватні борги. |

Матеріали про інженера обриваються документами за 1906 рік. Відсутність відомостей про нього дозволяє припустити, що він або сам переїхав в інше місто (надто вже некрасива репутація створилася у нього в Києві), або його все ж піддали засланню за доведені проступки.